# Maha Senanurak
Phra Maha Somdet Bawornrajchao, (29 mars 1773 - 16 juillet 1817) est un vice-roi du royaume de Thaïlande, il est le fils du roi Rama Ier et de la reine Amarindra, et aussi le frère de Buddha Loetla Nabhalai, le futur Rama II, qui le nomme vice-roi de Thaïlande le 7 septembre 1809.

## Biographie
Chao Phraya Chakri est couronné comme premier monarque de la dynastie Chakri du Siam à Bangkok. Il a ensuite reçu le titre de Krom Khun Senanurak. Prince-Senanurak était connu pour être proche de son seul vrai frère. En 1807, le prince Isarasundhorn fait de son frère, le prince Senanurak, son successeur au titre de Vice-roi de Thaïlande. En 1809, le roi Bouddha Yodfa Chulalok meurt, à la suite du Front Palais Isarasundhorn monta sur le trône en tant que roi. Le nouveau roi nommé prince Senanurak que la prochaine Front Palace et vice roi, et aussi comme son successeur. Peu de temps après, en 1809, le roi Bodawpaya de Birmanie a envoyé ses troupes pour envahir Thalang (actuelle Phuket). Rama II a envoyé Maha Senanurak pour contrer cette dernière invasion birmane du Siam.
Vers la même époque, le prince Kasatranuchit, un fils du roi Taksin de Thonburi et sa sœur la princesse Chimyai, ont organisé une rébellion pour récupérer le trône. La rébellion a été rapidement réprimée par le prince Jessadabodindra (futur roi Rama III). La femme de Maha Senanurak, princesse Samleewan, une fille de Taksin, a été exécutée pour trahison.

### Décès
Maha Senanurak tombe malade et meurt le 16 juillet 1817. Pour le reste de son règne le roi Rama II a refusé de nommer un nouveau vice-roi, menant peut-être à la brève confusion dans la succession entre ses fils Nangklao et Mongkut.